# Alansmia longa
Alansmia longa là một loài dương xỉ trong họ Polypodiaceae. Loài này được C. Chr. Moguel & M. Kessler mô tả khoa học đầu tiên năm 2011.